# Desmia sextalis
Desmia sextalis is een vlinder uit de familie van de grasmotten (Crambidae). De wetenschappelijke naam van deze soort is voor het eerst voorgesteld door Gottlieb August Wilhelm Herrich-Schäffer in een publicatie uit 1871.
De soort komt voor in Mexico en Cuba.